# Le Torpt
Le Torpt è un comune francese di 320 abitanti situato nel dipartimento dell'Eure nella regione della Normandia.

## Società

### Evoluzione demografica
Abitanti censiti